# Rafał Delekta
Rafał Jacek Delekta (ur. 14 sierpnia 1957 w Krakowie) – polski dyrygent, dyrektor Opery Nova w Bydgoszczy w 1990 r., profesor sztuk muzycznych (od 2008), dziekan (2005–2012) wydziału Twórczości, Interpretacji i Edukacji Muzycznej Akademii Muzycznej w Krakowie oraz kierownik katedry dyrygentury na tymże wydziale, od 2012 roku prorektor.

## Życiorys
Jest synem Franciszka Delekty, tenora i pedagoga AM w Krakowie oraz Izabeli Delekty-Wicińskiej, krakowskiej malarki i aktorki. Dyplom dyrygenta uzyskał w 1981 r., będąc uczniem Jerzego Katlewicza. Pracował w Operze Krakowskiej oraz prowadził orkiestrę symfoniczną Państwowej Szkoły Muzycznej II stopnia w Nowej Hucie.
Zdobył I nagrodę na konkursie w ramach Festiwalu Jugend und Musik w Wiedniu (1989). Dyrygował dziełami Krzysztofa Pendereckiego na festiwalu w Lusławicach i Krakowie. Prowadził stałą działalność koncertową z orkiestrami w Polsce, na Węgrzech, Czechosłowacji, RFN, Francji. Z orkiestrą PRiTV w Krakowie i WOSPRiTV w Katowicach dokonywał licznych archiwalnych nagrań.
W końcu lat 80. XX wieku przybył do Bydgoszczy, gdzie został kierownikiem artystycznym Państwowej Opery. Po odejściu dotychczasowej dyrektor Opery – Alicji Weber, od maja do października 1990 r. pełnił funkcję p.o. dyrektora tej instytucji. Jego celem było podniesienie poziomu artystycznego instytucji i przygotowanie zespołu do pracy w nowym gmachu opery. Jednak powodowany trudną sytuacją ekonomiczną, musiał zrezygnować z dużych ambicji artystycznych. Opera bydgoska grała wówczas prawie wyłącznie spektakle „frekwencyjne”, zaś nowe premiery  przygotowywano na zamówienie impresaria niemieckiego. Znaczącym wydarzeniem była prezentacja spektakli: „Madame Butterfly” G. Pucciniego i „Zemsty nietoperza” J. Straussa na XXIII Festiwalu Jana Kiepury w Krynicy.
W październiku 1990 r. zrezygnował z posady dyrektora Opery w Bydgoszczy i kontynuował swą karierę w Krakowie na Akademii Muzycznej. Oprócz pracy naukowej i pedagogicznej dyryguje koncertami, operami, oratoriami, musicalami. W jego dorobku artystycznym znajduje się praca w kraju i za granicą z najwybitniejszymi solistami, kompozytorami, dyrygentami.
W 2009 został odznaczony Srebrnym Medalem „Zasłużony Kulturze Gloria Artis”. Został odznaczony Srebrnym (2007) i Złotym (2023) Krzyżem Zasługi.

## Życie prywatne
Żonaty z Katarzyną z Bobaków, ma syna Lucjana, zmarłą w 2005 roku córkę Michalinę oraz córkę Katarzynę z poprzedniego związku.